# Lathrecista asiatica
Lathrecista asiatica es la única especie del género Lathrecista, en la familia Libellulidae. Es una especie distribuida en un área muy extensa, encontrándose desde la India hasta Vietnam y el sur de Nueva Guinea y Australia.

## Subespecies
- Lathrecista asiatica asiatica (Fabricius, 1798)
- Lathrecista asiatica festa (Selys, 1897)
- Lathrecista asiatica pectoralis Kaup in Brauer, 1867